# Thu Trang
Trần Ngọc Thu Trang, thường được biết đến với nghệ danh Thu Trang (sinh ngày 23 tháng 9 năm 1984), là một nữ diễn viên kiêm nhà sản xuất phim người Việt Nam. Cô được biết đến qua các vai diễn từ các bộ phim như Em là bà nội của anh, 798Mười, Tiệc trăng máu, Gia đình là số 1 và Thập Tam Muội.

## Tiểu sử và sự nghiệp
Từ năm 2002, khi đang học năm nhất trường Cao đẳng Sân khấu – Điện ảnh Thành phố Hồ Chí Minh (sau là trường Đại học Sân khấu – Điện ảnh Thành phố Hồ Chí Minh), Trang đã bắt đầu đi diễn hài cùng các nghệ sĩ đàn anh để kiếm thêm thu nhập hỗ trợ cho gia đình. Sau 1 thời gian, Trang nhận được những lời mời đi đóng phim nên cuộc sống dần ổn định.
Trang kết hôn với diễn viên Tiến Luật vào năm 2011. Cả 2 đã cùng nhau đóng những bộ phim, tham gia những gameshow truyền hình thực tế.
Tháng 12 năm 2014, Trang tham dự chương trình hài kịch Ơn giời cậu đây rồi.
Năm 2016, Trang cùng chồng là diễn viên Tiến Luật làm giám khảo trong cuộc thi Đấu trường tiếu lâm.
Năm 2020, Trang tham dự bộ phim Tiệc trăng máu và Chị Mười Ba - 3 ngày sinh tử (phần tiếp theo của bộ phim điện ảnh chuyển thể từ phim chiếu mạng trước đó Chị Mười Ba - Phần kết Thập Tam Muội).

## Tác phẩm

### Phim điện ảnh
| Năm  | Tựa                                  | Vai            | Đạo diễn                     |
| ---- | ------------------------------------ | -------------- | ---------------------------- |
| 2014 | Cô dâu đại chiến 2                   | Bạn của Ngọc   | Victor Vũ                    |
| 2014 | Để Mai tính 2                        | Chị Hường      | Charlie Nguyễn               |
| 2014 | Tốc độ và đường cong                 | Anh Thứ        | Phan Minh                    |
| 2014 | Năm sau con lại về                   | Bà vợ đi đường | Trần Ngọc Giàu               |
| 2014 | Xui mà hên                           | Châu           | Trần Công Thành (Ethan Trần) |
| 2015 | Trúng số                             | Chín Cúc       | Dustin Nguyễn                |
| 2015 | Em là bà nội của anh                 | Duyên          | Phan Gia Nhật Linh           |
| 2016 | Mặt nạ máu                           | Cát Lơ         | Đỗ Thành An                  |
| 2016 | Bệnh viện ma                         | Tiếp tân       | Võ Thanh Hòa                 |
| 2016 | Nắng                                 | Mẹ Mưa         | Đồng Đăng Giao               |
| 2017 | Nắng 2                               | Mẹ Mưa         | Đồng Đăng Giao               |
| 2017 | 49 ngày 2                            | Thu            | Nhất Trung                   |
| 2017 | Chí phèo ngoại truyện                | Na             | Danny Đỗ                     |
| 2017 | Rừng xanh kỳ lạ truyện               | Mỹ nữ          | Khương Ngọc, Ngọc Hùng       |
| 2019 | Chị Mười Ba - Phần kết Thập Tam Muội | Thập Tam Muội  | Khương Ngọc, Tô Gia Tuấn     |
| 2020 | Chị Mười Ba - 3 ngày sinh tử         | Thập Tam Muội  | Võ Thanh Hòa                 |
| 2020 | Đôi mắt âm dương                     | Hoạ sĩ Trang   | Nhất Trung                   |
| 2020 | Tôi là não cá vàng                   | Ham Hố         | Lê Hướng Nam                 |
| 2020 | Tiệc trăng máu                       | Thu Quỳnh      | Nguyễn Quang Dũng            |
| 2022 | Chìa khóa trăm tỷ                    | Mai            | Võ Thanh Hòa                 |
| 2022 | Nghề siêu dễ                         | Thu "2 ngón"   | Võ Thanh Hòa                 |
| 2023 | Chuyện xóm tui: Con nhót mót chồng   | Nhót           | Vũ Ngọc Đãng                 |
| 2024 | Cô dâu hào môn                       | Bà Phượng      | Vũ Ngọc Đãng                 |
| 2025 | Nụ hôn bạc tỷ                        | Thuý Kiều      | Thu Trang                    |

### Phim truyền hình
| Năm  | Tựa phim                          | Vai diễn     | Kênh        |
| ---- | --------------------------------- | ------------ | ----------- |
| 2007 | Nắng vài dữ                       | Nhung        | HTV9        |
| 2007 | Mãi yêu chúa                      | Như An       | VTV3        |
| 2008 | Bò cạp tím                        | Xuyến        | HTV9        |
| 2009 | Giấc mơ cổ tích                   | Liễu         | HTV7        |
| 2011 | Tình như tia nắng                 | Như          | THVL1       |
| 2011 | Một thời ta đuổi bóng             | Mai          | HTV7        |
| 2011 | Sự thật vô hình                   | Diễm         | THVL1       |
| 2011 | Xuân tình                         | Tư Ngân      | VTV9        |
| 2011 | Pha lê không dễ vỡ                | Yến          | VTV9        |
| 2012 | Trường nội trú                    | Cô Liên      | HTV9        |
| 2013 | Bờ bến lạ                         | Nguyệt       | VTV9        |
| 2013 | Sông dài                          | Tú Nhi       | VTV9        |
| 2014 | Vòng tròn 12 số                   | Lu           | VTV9        |
| 2014 | Socola hay hoa hồng               | Thanh Thảo   | SCTV14      |
| 2014 | Tình yêu và thử thách             | Chanh        | HTV7        |
| 2015 | Một thời lãng quên                | Thuý Hoa     | HTV7        |
| 2015 | Bản sao nguy hiểm                 | Ly           | HTV9        |
| 2015 | Hãy nói về tình yêu (Yêu là cưới) | Kim Oanh     | HTV9        |
| 2015 | Oan gia khó tránh                 | Thảo         | HTV9        |
| 2017 | Gia đình là số 1                  | Hoàng Anh    | HTV7        |
| 2020 | 365 ngày để yêu                   | Hiền         | TodayTV     |
| 2020 | 365 ngày để yêu 2                 | Hiền         | TodayTV     |
| 2020 | Bẫy mỹ nhân                       | Bà Lài Bella | MCV Network |

Và nhiều phim truyền hình khác...

### Kịch sân khấu[a]

#### Trung tâm Vân Sơn
| Năm  | Liveshow                 | Tựa    | Vai   | Thể loại |
| ---- | ------------------------ | ------ | ----- | -------- |
| 2017 | Vân Sơn 53: Độc và Đẹp 2 | Bó Tay | Ba Xé | Hài kịch |

#### Sân khấu Thế Giới Trẻ
| Năm  | Tựa                   | Vai          | Thể loại  |
| ---- | --------------------- | ------------ | --------- |
| 2011 | Họa hồn               | Bông Sen Tím | Hài kịch  |
| 2013 | Kỳ nghỉ kinh hoàng    | Mẫn Nhi      | Hài kịch  |
| 2013 | Bí mật nhà xác        | Trâm         | Hài kịch  |
| 2014 | Cõng mẹ đi chơi       | Út Đẹp       | Hài kịch  |
| 2014 | Giếng oan hồn         | —            | Hài kịch  |
| 2014 | Di chúc máu           | —            | Hài kịch  |
| 2014 | Tên trộm thành Bát Đa | —            | Hài kịch  |
| 2015 | Mỹ nam đại chiến      | Nữ đại gia   | Hài kịch  |
| 2015 | Trót yêu              | Chi Lê       | Nhạc kịch |
| 2015 | Chuyện tình Bangkok   | —            | Hài kịch  |
| 2017 | Tình lá diêu bông     | —            | Hài kịch  |
| 2018 | Bao giờ mẹ lấy chồng  | Cô Xuân      | Hài kịch  |
| 2018 | Sứ giả thiên đường    | Bà Thu       | Hài kịch  |

#### Khác
| Năm  | Tựa                      | Vai                | Thể loại |
| ---- | ------------------------ | ------------------ | -------- |
| 2005 | Gala cười: Siêu tiếp thị | Nhân viên tiếp thị | Hài kịch |
| 2016 | Chuyện tình thân và thở  | Tiểu thư           | Hài kịch |
| 2017 | Trai tài gái sắc         | Người vợ           | Hài kịch |
| 2019 | Dương Quý phi            | Vĩnh Tấn           | Tuồng    |
| 2020 | Xuân này em lấy chồng    | —                  | Hài kịch |

Và nhiều kịch sân khấu khác...

### Chương trình chiếu mạng
| Năm  | Tựa                                   | Vai               | Chú thích     |
| ---- | ------------------------------------- | ----------------- | ------------- |
| 2016 | 500 anh em ma                         | Linh              | Web drama     |
| 2018 | Bổn cung giá lâm                      | Lam Yên Hoàng Hậu | Phim ngắn     |
| 2018 | Thập tam muội                         | Chị Mười Ba       | Web drama     |
| 2018 | Tết đến rồi về nhà thôi               | Thu Trang         | Phim ngắn     |
| 2019 | Tết đến rồi về nhà thôi 2             | Thu Trang         | Phim ngắn     |
| 2019 | Bí quyết làm giàu đổi vận Xuân Kỷ Hợi | Thu Trang         | Phim ngắn     |
| 2020 | Tết đến rồi về nhà thôi 3             | Thu Trang         | Phim ngắn     |
| 2020 | Bộ tứ oan gia                         | Thanh Hà          | Web drama     |
| 2020 | Chuyện xóm tui                        | Nhót              | Web drama     |
| 2021 | Chuyện xóm tui 2                      | Nhót              | Web drama     |
| 2021 | Tết đến rồi về nhà thôi 4             | Thu Trang         | Phim ngắn     |
| 2021 | 72 phép thần thông                    | Bà La Sát         | Video âm nhạc |
| 2021 | Gia đình bá đạo                       | Phụng             | Web drama     |

### Chương trình truyền hình
| Năm  | Tựa                         | Vai trò               | Chú thích |
| ---- | --------------------------- | --------------------- | --------- |
| 2014 | Ơn giời cậu đây rồi (mùa 1) | Người chơi khách mời  | [ 5 ]     |
| 2015 | Ơn giời cậu đây rồi (mùa 2) | Người chơi khách mời  |           |
| 2016 | Đấu trường tiếu lâm         | Giám khảo             | [ 6 ]     |
| 2016 | Giọng ải giọng ai (mùa 1)   | Người chơi cố định    |           |
| 2016 | Thiên đường ẩm thực (mùa 2) | Người chơi khách mời  |           |
| 2016 | Người bí ẩn (mùa 3)         | Người chơi khách mời  |           |
| 2017 | Giọng ải giọng ai (mùa 2)   | Người chơi cố định    |           |
| 2017 | Mặt nạ ngôi sao             | Người chơi cố định    |           |
| 2017 | Cà phê cười                 | Diễn viên khách mời   |           |
| 2018 | Khúc hát se duyên           | Tư vấn cho người chơi |           |
| 2020 | Tường lửa                   | Người chơi khách mời  |           |

## Đời tư
Thu Trang kết hôn với diễn viên Tiến Luật vào năm 2011. Cả 2 đã có 1 con trai tên Andy.

## Nhận xét

### NSND Ngọc Giàu
Với vai diễn Bông Sen Tím trong vở kịch Họa hồn, Thu Trang đã được đề cử tại Giải Mai Vàng 2011 ở hạng mục Diễn viên hài được yêu thích. Nhận xét về diễn xuất của cô trong tác phẩm, đạo diễn - Nghệ sĩ Nhân dân Ngọc Giàu cho rằng Thu Trang đã phá tan thành công nỗi sợ của khán giả và mang lại tiếng cười đúng lúc cho vở kịch.
| “                 | Trong vở Họa hồn, Thu Trang là nhân vật phá đi không khí sợ hãi trong ngôi nhà vốn có những bóng ma ẩn hiện đằng sau những bức tranh vẽ về những cuộc trả thù. Với vai nữ nhà báo Bông Sen Tím cùng viên cảnh sát trưởng đi điều tra vụ án, Thu Trang phá tan nỗi sợ của khán giả và mang lại tiếng cười đúng lúc. Có được nét diễn này, Thu Trang đã vận dụng nhiều yếu tố, nhất là tìm trong từng câu thoại sự nghịch lý để biến nó thành có lý với chính nhân vật. Do đó, cô không bị vướng vào cố tật mà nhiều diễn viên hài khác mắc phải, đó là sa đà với lối chọc cười quên mất đường quay về với chính tâm lý và tính cách vai diễn. | ” |
| — NSND Ngọc Giàu, | |   |

### Nguyễn Quang Dũng
Đạo diễn Nguyễn Quang Dũng nhận xét Thu Trang có tính cách "dân chơi" - nhiệt tình hết mình và hiểu chuyện.
| “                    | Thu Trang là một diễn viên quá có tai. Một người vừa diễn được hài duyên, mà diễn chính kịch cũng rất xuất sắc thì hiếm có và khó tìm lắm, vậy mà Thu Trang lại hội tụ được tất cả những kỹ năng nghề nghiệp như thế. Thu Trang có gương mặt rất đặc biệt, có duyên và khiến khán giả nhớ lâu - điều cần thiết đối với một người làm nghề diễn viên để thật ấn tượng với khán giả dù muốn hóa thân vai gì đi chăng nữa. Đã bước lên hàng ngôi sao thì không cần phải nói về tính chuyên nghiệp của Thu Trang nữa, rất cầu toàn trong trong công việc. Tính tình Thu Trang khi làm việc lại vui vẻ, hòa đồng. Điều tôi thích nhất ở Thu Trang còn là cô ấy có tính cách "dân chơi" - rất dân dã, nhiệt tình hết mình và hiểu chuyện. | ” |
| — Nguyễn Quang Dũng, | |   |

## Giải thưởng và đề cử
| Giải thưởng                 | Năm  | Hạng mục                                       | Tác phẩm đề cử               | Kết quả   | Chú thích     |
| --------------------------- | ---- | ---------------------------------------------- | ---------------------------- | --------- | ------------- |
| Giải Mai Vàng               | 2011 | Diễn viên hài được yêu thích                   | Họa hồn                      | Đề cử     | [ 15 ]        |
| Giải Mai Vàng               | 2013 | Nữ diễn viên sân khấu được yêu thích           | Kỳ nghỉ kinh hoàng           | Đề cử     | [ 16 ] [ 17 ] |
| Giải Mai Vàng               | 2013 | Diễn viên hài được yêu thích                   | Bí mật nhà xác               | Đề cử     | [ 16 ] [ 17 ] |
| Giải Mai Vàng               | 2014 | Nữ diễn viên sân khấu được yêu thích           | Cõng mẹ đi chơi              | Đề cử     | [ 18 ]        |
| Giải Mai Vàng               | 2015 | Diễn viên hài được yêu thích                   | Mỹ nam đại chiến             | Đề cử     | [ 19 ]        |
| Cù Nèo Vàng                 | 2013 | Diễn viên hài                                  | Kỳ nghỉ kinh hoàng           | Đoạt giải | [ 20 ]        |
| Giải thưởng truyền hình HTV | 2014 | Nghệ sĩ hài và kịch nói được yêu thích nhất    | —                            | Đề cử     | [ 21 ]        |
| Giải thưởng truyền hình HTV | 2015 | Nghệ sĩ hài được yêu thích nhất                | —                            | Đề cử     | [ 22 ]        |
| Giải thưởng Ngôi Sao Xanh   | 2016 | Nữ diễn viên phim điện ảnh xuất sắc nhất       | Nắng                         | Đề cử     | [ 23 ]        |
| Giải thưởng Ngôi Sao Xanh   | 2016 | Nữ diễn viên phim điện ảnh được yêu thích nhất | Nắng                         | Đề cử     | [ 23 ]        |
| Giải thưởng Ngôi Sao Xanh   | 2018 | Nữ diễn viên phim điện ảnh xuất sắc nhất       | 798Mười                      | Đề cử     | [ 24 ]        |
| Giải thưởng Ngôi Sao Xanh   | 2018 | Nữ diễn viên phim điện ảnh được yêu thích nhất | 798Mười                      | Đề cử     | [ 24 ]        |
| Giải thưởng Ngôi Sao Xanh   | 2018 | Phim chiếu mạng xuất sắc nhất                  | Thập Tam Muội                | Đề cử     | [ 24 ]        |
| Giải thưởng Ngôi Sao Xanh   | 2018 | Nữ diễn viên phim chiếu mạng xuất sắc nhất     | Thập Tam Muội                | Đề cử     | [ 24 ]        |
| Giải thưởng Ngôi Sao Xanh   | 2020 | Nữ diễn viên phim điện ảnh xuất sắc nhất       | Tiệc trăng máu               | Đề cử     | [ 25 ]        |
| Giải thưởng Ngôi Sao Xanh   | 2020 | Nữ diễn viên phim điện ảnh được yêu thích nhất | Tiệc trăng máu               | Đề cử     | [ 25 ]        |
| Giải thưởng Ngôi Sao Xanh   | 2020 | Phim chiếu mạng xuất sắc nhất                  | Bộ tứ oan gia                | Đề cử     | [ 25 ]        |
| Giải thưởng Ngôi Sao Xanh   | 2020 | Phim chiếu mạng xuất sắc nhất                  | Chuyện xóm tui               | Đề cử     | [ 25 ]        |
| Giải thưởng Ngôi Sao Xanh   | 2020 | Phim chiếu mạng được yêu thích nhất            | Bộ tứ oan gia                | Đề cử     | [ 25 ]        |
| Giải thưởng Ngôi Sao Xanh   | 2020 | Phim chiếu mạng được yêu thích nhất            | Chuyện xóm tui               | Đoạt giải | [ 25 ]        |
| Giải thưởng Ngôi Sao Xanh   | 2020 | Nữ diễn viên phim chiếu mạng xuất sắc nhất     | Chuyện xóm tui               | Đề cử     | [ 25 ]        |
| Giải thưởng Ngôi Sao Xanh   | 2021 | Nữ diễn viên chính xuất sắc nhất               | Chị Mười Ba - 3 ngày sinh tử | Đề cử     |               |
| Giải thưởng Ngôi Sao Xanh   | 2021 | Nữ diễn viên được yêu thích nhất               | Chị Mười Ba - 3 ngày sinh tử | Đề cử     |               |
| Người Phụ nữ của năm        | 2017 | Nữ danh hài của năm                            | —                            | Đoạt giải | [ 26 ]        |
| Ngôi sao của năm            | 2020 | Nữ ngôi sao phim ảnh                           | Tiệc trăng máu               | Đề cử     | [ 27 ]        |
| POPS Awards                 | 2015 | Video có nhiều lượt xem nhất                   | Tình người duyên ma          | Đoạt giải |               |
| POPS Awards                 | 2016 | Kênh hài của năm                               | —                            | Đề cử     |               |
| WeChoice Awards             | 2020 | Phim điện ảnh của năm                          | Chị Mười Ba - 3 ngày sinh tử | Đề cử     | [ 28 ] [ 29 ] |
| WeChoice Awards             | 2020 | Nghệ sĩ có hoạt động nổi bật                   | —                            | Đề cử     | [ 28 ] [ 29 ] |
| World Star Awards           | 2021 | Nữ nghệ sĩ quốc tế xuất sắc                    | —                            | Đoạt giải |               |